# Baibuzivka, Bârzula
Baibuzivka (în ucraineană Байбузівка) este un sat în comuna Savran din raionul Bârzula, regiunea Odesa, Ucraina.

## Demografie
Componența lingvistică a comunei Baibuzivka
     Ucraineană (95,74%)
     Rusă (2,84%)
     Română (1,33%)
     Alte limbi (0,09%)
Conform recensământului din 2001, majoritatea populației comunei Baibuzivka era vorbitoare de ucraineană (95,74%), existând în minoritate și vorbitori de rusă (2,84%) și română (1,33%).